# Venus (песня Леди Гаги)
«Venus» (с англ. — «Венера») — песня американской певицы и автора песен Леди Гаги из её третьего студийного альбома Artpop. Трек был написан Гагой в сотрудничестве с такими авторами, как Пол Блэр, Хьюго Леклер, Дино Зизис, Ник Монсон и Герман Блаунт. Песня включает в себя сэмпл кавер-версии французского электропоп-дуэта «Zombie Zombie» на песню американского композитора Sun Ra, «Rocket Number 9», из его альбома Interstellar Low Ways. Первоначально планировалось, что «Venus» будет выпущена в качестве второго сингла, однако трек был выпущен в качестве первого промосингла в поддержку альбома Artpop 28 октября 2013 года, после того, как коммерчески-успешная песня «Do What U Want» была выпущена, как второй сингл, а не как планировалось изначально, как промосингл.
«Venus» — это синти-поп и дэнс-поп песня c четырьмя хуками и упоминанием картины Сандро Боттичелли «Рождение Венеры». Гага работала над песней с Хьюго Леклер и вдохновлялась рядом вещей, включая богиню красоты Венеру, одноимённую планету, а также половые сношения.

## О песне
«Venus» была написана Леди Гага, Полом Блэром (DJ White Shadow), Мадеоном, Дино Зисисом и Ником Монсоном, который участвовал в создании треков в альбоме покойного музыканта Sun Ra. Строчка из песни «Rocket Number 9 Take Off to the Planet» использована в первом куплете трека.
Продюсером песни выступила Гага, отказавшись от помощи сопродюсеров.
«Venus» должна была стать началом новой трилогии, которая не относится к «Paparazzi» и «Telephone». Изначально этот трек должен был стать синглом.
Для предварительного прослушивания трек доступен с 25 октября, а официальный выход назначен на 28 октября. Гага начала опубликовывать некоторые строчки из песен (в том числе строки из «Venus») в качестве начала отсчета времени до выхода Artpop.
Леди Гага представила 3 версии обложки Venus, которые были созданы Стивеном Кляйном.
Впервые композиция была исполнена в клубе G-A-Y (Лондон).Леди Гага исполнила песню Venus и Do What You Want на The X Factor в Великобритании, 27 октября 2013 года.
Режиссёром клипа должна была выступить Рут Хогбен, которая сотрудничала с исполнительницей над интерлюдиями для The Monster Ball Tour, и фотографировала Гагу для журнала Elle (номер за октябрь 2013 года).

## Список композиций
- Цифровая загрузка

1. «Venus» — 3:54

## Чарты
| Чарт (2013)                         | Высшая позиция |
| ----------------------------------- | -------------- |
| Австралия (ARIA)                    | 31             |
| Австрия (Ö3 Austria Top 40)         | 36             |
| Канада (Billboard Canadian Hot 100) | 19             |
| Дания (Tracklisten)                 | 23             |
| Финляндия (Suomen virallinen lista) | 3              |
| Франция (SNEP)                      | 9              |
| Германия (GfK)                      | 35             |
| Greece Digital Songs (Billboard)    | 2              |
| Венгрия (Single Top 40)             | 1              |
| Ирландия (IRMA)                     | 13             |
| Италия (FIMI)                       | 7              |
| Billboard Japan Hot 100             | 37             |
| Нидерланды (Single Top 100)         | 30             |
| Новая Зеландия (Recorded Music NZ)  | 20             |
| Portugal Digital Songs (Billboard)  | 31             |
| Испания (PROMUSICAE)                | 1              |
| DigiListan                          | 7              |
| Швейцария (Schweizer Hitparade)     | 18             |
| США (Billboard Hot 100)             | 32             |

## Выпуск
| Страна | Дата            | Формат            | Лейбл                   |
| ------ | --------------- | ----------------- | ----------------------- |
| США    | 28 октября 2013 | Цифровая загрузка | Streamline / Interscope |